# St. Georgen im Schwarzwald
St. Georgen im Schwarzwald este un oraș din landul Baden-Württemberg, Germania.

## Istoric
Până la distrugerea ei în anul 1633 a funcționat aici Abația Sankt Georgen.